# Маріон-Гайтс (Пенсільванія)
Маріон-Гайтс (англ. Marion Heights) — місто (англ. borough) в США, в окрузі Нортамберленд штату Пенсільванія. Населення — 560 осіб (2020).

## Географія
Маріон-Гайтс розташований за координатами 40°48′13″ пн. ш. 76°27′51″ зх. д. / 40.80361° пн. ш. 76.46417° зх. д. (40.803533, -76.464060).  За даними Бюро перепису населення США в 2010 році місто мало площу 0,52 км², уся площа — суходіл.

## Демографія
Згідно з переписом 2010 року, у селищі мешкало 611 осіб у 278 домогосподарствах у складі 182 родин. Густота населення становила 1174 особи/км².  Було 359 помешкань (690/км²).
Расовий склад населення:
| - 99,3 % — білих - 0,2 % — азіатів |

До двох чи більше рас належало 0,3 %. Частка іспаномовних становила 0,7 % від усіх жителів.
За віковим діапазоном населення розподілялося таким чином: 15,5 % — особи молодші 18 років, 66,5 % — особи у віці 18—64 років, 18,0 % — особи у віці 65 років та старші. Медіана віку мешканця становила 48,3 року. На 100 осіб жіночої статі у селищі припадало 95,8 чоловіків;  на 100 жінок у віці від 18 років та старших — 89,7 чоловіків також старших 18 років.
Середній дохід на одне домашнє господарство  становив 52 794 долари США (медіана — 35 714), а середній дохід на одну сім'ю — 62 162 долари (медіана — 41 250). За межею бідності перебувало 19,3 % осіб, у тому числі 19,0 % дітей у віці до 18 років та 26,0 % осіб у віці 65 років та старших.
Цивільне працевлаштоване населення становило 300 осіб. Основні галузі зайнятості: освіта, охорона здоров'я та соціальна допомога — 30,3 %, виробництво — 18,0 %, публічна адміністрація — 13,0 %.